# Хед, Пол
Пол Хед (англ. Paul Head; род. 1 июля 1965, Forest Gate, Большой Лондон) — британский легкоатлет, специалист по метанию молота. Выступал за сборные Англии и Великобритании по лёгкой атлетике в 1990—2002 годах, обладатель серебряной и бронзовой медалей Игр Содружества, многократный победитель и призёр первенств национального значения, участник летних Олимпийских игр в Барселоне.

## Биография
Пол Хед родился 1 июля 1965 года в Лондоне, Англия. Занимался лёгкой атлетикой в столичном клубе Newham and Essex Beagles.
Впервые заявил о себе в сезоне 1984 года, став бронзовым призёром чемпионата Великобритании в метании молота. Два года спустя в зачёте национального первенства превзошёл всех соперников и завоевал золото.
Начиная с 1989 года в течение многих последующих лет неизменно выигрывал все чемпионаты Соединённого Королевства в своей дисциплине.
Первых серьёзных успехов на международной арене добился в сезоне 1990 года, когда стал шестым на Играх Содружества в Окленде и с личным рекордом 74,02 занял 11-е место на чемпионате Европы в Сплите.
В 1991 году отметился выступлением на чемпионате мира в Токио, но в финал не вышел.
Благодаря череде удачных выступлений удостоился права защищать честь страны на летних Олимпийских играх 1992 года в Барселоне — в программе метания молота на предварительном квалификационном этапе показал результат 69,58 метра, чего оказалось недостаточно для выхода в финал. Также в этом сезоне был шестым на Кубке мира в Гаване.
В 1993 году принимал участие в чемпионате мира в Штутгарте.
В 1994 году выиграл серебряную медаль на Играх Содружества в Виктории, уступив только австралийцу Шону Карлину, стал восьмым на домашнем Кубке мира в Лондоне.
В 1998 году занял четвёртое место на Играх Содружества в Куала-Лумпуре.
В 2002 году добавил в послужной список бронзовую награду, полученную на Играх Содружества в Манчестере — здесь его превзошли соотечественник Мик Джонс и новозеландец Филип Дженсен.
Завершил спортивную карьеру по окончании сезона 2006 года.